# Avenida Guardia Chalaca
La avenida Guardia Chalaca es una de las principales avenidas de la ciudad del Callao, en el Perú. Se extiende de oeste a este en los distritos de Callao, Bellavista y La Perla. Toma el nombre del batallón de jóvenes chalacos que durante la guerra del Pacífico defendieron Lima de la ocupación chilena.
La Autoridad de Transporte Urbano (ATU) anunció el desvío del tránsito entre el Óvalo Garibaldi y la avenida Sáenz Peña por obras de construcción de la Estación Puerto del Callao y el pozo de ventilación  de la Línea 2 del Metro de Lima y Callao desde el lunes 4 de enero de 2020.
La concesionaria anunció el cierre del tramo entre la avenida Manco Cápac y el óvalo Garibaldi de la avenida Guardia Chalaca por la construcción de un pozo de ventilación del Metro de Lima para el 13 de diciembre de 2021.

## Recorrido
Se inicia en la avenida Manco Cápac, cerca de uno de los accesos hacia el puerto del Callao. En la siguiente cuadra se ubica la plaza Garibaldi, punto de confluencia de las avenidas Argentina y 2 de Mayo.
El cruce con las avenidas Sáenz Peña y Óscar R. Benavides viene a ser el primer paso a desnivel, el cual es un viaducto elevado que también pasa encima de la avenida Buenos Aires. En este tramo se destacan los hospitales Daniel Alcides Carrión y Alberto Sabogal, así como también la Villa Deportiva Regional (ex Yahuar Huaca).
La avenida finaliza en el óvalo Saloom, punto de encuentro de las avenidas avenida Venezuela, José Gálvez, Santa Rosa y la avenida de La Marina, a la cual se encuentra conectada a través de un segundo paso a desnivel, también a modo de viaducto elevado que se extiende sobre dicho óvalo.